# Nadia Murad
Nadia Murad Basee Taha (kurdă: Nadiye Murad; نادية مراد; n. 10 martie 1993, Kocho⁠(d), Regatul Irakului⁠(d), Irak) este o activistă pentru drepturile omului, membră a grupului etno-religios al yazidiților. În septembrie 2016 a fost numită primul Ambasador ONU al Bunăvoinței pentru Demnitatea Supraviețuitorilor Traficului de Ființe Umane. În 2018, Nadia Murad a primit Premiul Nobel pentru Pace, după ce în 2016 fusese nominalizată pentru acordarea aceleiași distincții.
La vârsta de 21 de ani (în august 2014), Nadia Murad a fost răpită de Statul Islamic în nordul Irakului împreună cu mii de alte femei și copii. Ea a fost ținută ca sclavă și abuzată timp de trei luni până când a reușit să scape și să fugă în Germania. Nadia Murad a scăpat cu ajutorul unei familii de musulmani din Mosul, care a ajutat-o să obțină acte false islamice și să fugă din teritoriul controlat de ISIS. De atunci, ea a devenit o activistă pentru drepturile omului, aducând în atenția comunității internaționale situația dificilă a comunității yazidi, în special sclavia sexuală a tinerelor yazidi și traficul de femei și copii capturați de Statul Islamic.

## Onoruri
- 5 ianuarie 2016: nominalizată de guvernul irakian la Premiul Nobel pentru Pace[13]
- 16 septembrie 2016: primul Ambasador ONU al Bunăvoinței pentru Demnitatea Supraviețuitorilor Traficului de Ființe Umane
- 10 octombrie 2016: Premiul Václav Havel al Consiliului Europei pentru Drepturile Omului[14]
- 27 octombrie 2016: Premiul Saharov al Parlamentului European pentru Libertatea de Gândire (împreună cu Lamiya Aji Bashar)[15]
- 1 noiembrie 2016: numită de revista Glamour Femeia Anului (alături de Gwen Stefani, Simone Biles, Patrisse Cullors, Alicia Garza, Opal Tometi, Ashley Graham, Christine Lagarde, Miuccia Prada și Zendaya)[16]
- 5 octombrie 2018: Premiul Nobel pentru Pace

## Legături externe
- NadiaMurad.org – Nadia's Initiative
- Nadia Murad pe Twitter
- Yazda.org